# Víctor Alexandre
Víctor Alexandre i Benet, conegut pel nom de ploma Víctor Alexandre (Barcelona, 10 d'abril de 1950), és un escriptor català en llengua catalana.

## Biografia
Començà la seva carrera professional el 1972 a Ràdio Popular d'Eivissa, i el 1974 a Ràdio Joventut, a Barcelona, on fou el primer periodista radiofònic a presentar música estrangera en català. Ha estat director i presentador de programes de Ràdio 4 (1976-1993), entre els quals Trobada, Aperitiu amb Diamants o Hollywood Boulevard, i corresponsal a Alemanya per al diari Avui, el setmanari El Temps i la Cadena SER. Va presentar el programa Cinema a l'abast a RTVE Catalunya, va ser redactor del programa Clàssica del Canal 33 i és autor de diverses obres de ficció per a la ràdio. Va escriure a les pàgines de la revista Lletres gairebé des dels seus inicis, i col·labora habitualment als portals El Món, Racó Català, Cugat.cat i Tot Sant Cugat.
El 2007 va estrenar l'obra de teatre Èric i l'Exèrcit del Fènix, sobre el cas de repressió política d'Èric Bertran, que va suposar el seu debut com a dramaturg. L'any 2008 va publicar Nosaltres, els catalans, llibre en què Alexandre conversa amb vint nous catalans dels cinc continents, entre els quals: Patrícia Gabancho, Najat El Hachmi, Sam Abrams, Matthew Tree, Asha Miró i Txiki Begiristain. El desembre del mateix any se li atorgà el Premi Mercè Rodoreda de contes i narracions per l'obra Set dones i un home sol i tot seguit va publicar Trifulkes de la Katalana Tribu, la història de Catalunya explicada amb humor i didàcticament per a lectors de 8 anys en amunt (Joan Vilamala, va escriure dotze cançons per aquesta obra teatral, i Toni Xuclà en va compondre la música). Sobre el seu llibre Jo no sóc espanyol, Núria Cadenes va dir que va marcar un abans i un després en la presa de consciència nacional de Catalunya.

## Obra publicada
- Jo no sóc espanyol (1999), Assaig. Edicions Proa, col·lecció Debat. ISBN 84-8256-821-3.[6]
- Despullant Espanya (2001). Assaig. Edicions Proa, col·lecció Debat. ISBN 84-8437-175-1.
- Despullats (2003) (escrit conjuntament amb Joel Joan). Assaig. Edicions Proa, col·lecció Debat. ISBN 84-8437-494-7.[7]
- L'autoestima dels catalans (2003), escrit per diversos autors. Assaig. Editorial Pòrtic, col·lecció Visions. ISBN 84-7306-885-8.
- Senyor President (2003). Assaig. Edicions Proa, col·lecció Debat. ISBN 84-8437-641-9.
- El cas Carod. 50 dies de linxament polític d'una nació (2004). Assaig. Edicions Proa, col·lecció Debat. ISBN 84-8437-692-3.
- El somriure de Burt Lancaster (2005). Narrativa. Edicions Proa. ISBN 84-8437-190-5.
- La paraula contra el mur (2006). Assaig. La Busca Edicions. ISBN 84-96125-65-3.
- TV3 a traïció. Televisió de Catalunya o d'Espanya? (2006). Assaig. Edicions Proa, col·lecció Debat. ISBN 84-8437-909-4.[8]
- Èric i l'Exèrcit del Fènix. L'obra de teatre (2007). Teatre. Edicions Proa, col·lecció Óssa Major Teatre. ISBN 978-84-8437-966-9.
- Nosaltres, els catalans (2008). Assaig. Editorial Pòrtic, col·lecció Visions. ISBN 978-84-9809-042-0.
- Set dones i un home sol (2009). Narrativa. Edicions Proa, col·lecció A Tot Vent. ISBN 978-84-8437-559-3.
- Trifulkes de la Katalana Tribu (2009). Teatre. Editorial Salvatella, col·lecció Fem Teatre. ISBN 978-84-8412-511-2.
- Una història immoral (2010). Novel·la. Edicions Proa, col·lecció A Tot Vent. ISBN 978-84-7588-023-5.
- Cor de brau (2011). Novel·la. Columna Edicions, col·lecció L'Arquer. ISBN 978-84-6641-376-3.
- Onze.Nou.Catorze-1714 (2013) (amb Roger Cònsul i Pere Planella). Teatre. Editorial Salvatella, col·lecció Fem Teatre. ISBN 978-84-8412-784-0.
- La independència explicada al meu fill (2014). Assaig. Editorial Meteora, col·lecció Cronos. ISBN 978-84-92874-98-9.
- La joia de ser catalans (2015) (obra germana de Taula rodona, de Pere Calders; totes dues obres es fusionen en una de sola). Teatre. Voliana Edicions, col·lecció Voliac. ISBN 978-84-943631-5-3.
- Abans que pugi el teló (2016). Teatre. Voliana Edicions, col·lecció Voliac. ISBN 978-84-944258-5-1.
- Els amants de la rambla del Celler (2017). Novel·la. Editorial Meteora, col·lecció Papers de Fortuna. ISBN 978-84-946982-2-4.
- La vida en un tren (2018). Teatre. Edicions Xandri.
- Marit i Muller (2020) Teatre.
- Jo no volia ser Rita Hayworth (2022). Teatre. ISBN 978-84-1358-592-5[9]

## Teatre
- Èric i l'Exèrcit del Fènix (2007) amb direcció de Pere Planella. Estrenada el 18 d'abril de 2007 al Teatre Borràs de Barcelona.
- Trifulkes de la Katalana Tribu (2009) amb direcció de Pere Planella. Estrenada el 23 de febrer de 2012 a la Sala Gran del Teatre Nacional de Catalunya.[10]
- Onze.Nou.Catorze-1714 (2013) amb direcció de Pere Planella. Estrenada el 19 d'octubre de 2013 al Born Centre Cultural de Barcelona, i el 17 de juliol de 2014 al Festival Grec de Barcelona.
- Taula rodona, o la joia de ser catalans (2013) de Pere Calders i Víctor Alexandre amb direcció de Trini Escrihuela. Estrenada el 17 de novembre de 2013 al Casal de Cultura de Valldoreix.
- L'home de l'any (2015)
- La gàbia (2015) Estrenada els dies 26 de juny i 31 de juliol de 2023 en format de radioteatre a Cugat Mèdia amb direcció de Teresa Canas.
- Abans que pugi el teló (2016) amb direcció de Salvador Fité. Estrenada el 21 de gener de 2016 al Teatre-Auditori de Sant Cugat del Vallès.
- L'arrogància humana (2017) (adaptació de la seva novel·la animalista Cor de brau), amb direcció de Trini Escrihuela. Estrenada el 19 de novembre de 2017 a la Nau de Cultura de Valldoreix.
- La vida en un tren (2018) amb direcció de Teresa Canas. Estrenada el 25 de març de 2018 al Teatre-Auditori de Sant Cugat del Vallès.
- Marit i Muller (2020) amb direcció de Dolors Vilarasau. Estrenada el 9 de juliol de 2020 al claustre del Monestir de Sant Cugat. Obra de 30 minuts.
- M'espien! (2023) amb direcció de Marc Ciurana. Estrenada el 3 de juny de 2023 a la Sala Centre Recreatiu de Cassà de la Selva.
- Jo no volia ser Rita Hayworth (2022) amb direcció de Guido Torlonia. Lectura dramatitzada el 8 de juliol de 2024 al Teatre Akadèmia, en el marc del Festival Grec Barcelona, protagonitzada per Carme Elias,